# Фридерика Шарлотта Гессен-Дармштадтская
Фридерика Шарлотта Гессен-Дармштадтская (нем. Friederike Charlotte von Hessen-Darmstadt; 8 сентября 1698, Дармштадт — 22 марта 1777, там же) — принцесса Гессен-Дармштадтская, в замужестве принцесса Гессен-Кассельская.

## Биография
Фридерика Шарлотта — дочь ландграфа Эрнста Людвига Гессен-Дармштадтского и его супруги Доротеи Шарлотты Бранденбург-Ансбахской, дочери маркграфа Альбрехта II Бранденбург-Ансбахского. 6 октября 1720 года Фридерика Шарлотта обручилась в Дармштадте с Максимилианом Гессен-Кассельским, за которого она впоследствии вышла замуж в Дармштадте 28 ноября 1720 года.
Фридерика не чувствовала себя комфортно ни при кассельском дворе, ни в резиденции супруга в Йесберге и часто одна или с детьми гостила у своего отца ландграфа Эрнста Людвига в его резиденции в Дармштадте. Длительные периоды разлуки с супругом подвергались критике в семье. Непонимание вызывали также экзальтированный свободный и расточительный образ жизни.
После смерти мужа Максимилиана Фридерика Шарлотта в 1755 году вернулась в Дармштадт, где и умерла 22 марта 1777 года. Принцесса была похоронена в возведённой в 1687 году княжеской усыпальнице в дармштадтской городской церкви.

## Потомки
- Карл (1721—1722)
- Ульрика Фридерика Вильгельмина (1722—1787), замужем за герцогом Фридрихом Августом Ольденбургским
- Кристина Шарлотта (1725—1782), канонисса Херфордского монастыря, коадъютор аббатисы Херфордского монастыря
- Мария (1726—1727)
- Вильгельмина (1726—1808), замужем за принцем Прусским Генрихом
- мертворождённый ребёнок (1729)
- Елизавета София Луиза (1730—1731)
- Каролина Вильгельмина София (1732—1759), замужем за князем Фридрихом Августом Ангальт-Цербстским